# Formose Mendy (voetballer, 2001)
Formose Mendy (2 januari 2001) is een Senegalees voetballer die sinds 2021 uitkomt voor Amiens SC. Mendy is een verdediger.

## Clubcarrière
Mendy ruilde de Académie Foot Darou Salam de Dakar in 2019 in voor FC Porto, waar hij bij de U19 ging voetballen. Een jaar later maakte hij de overstap naar Club Brugge, waar hij aanvankelijk werd ondergebracht bij Club NXT, het beloftenelftal van de club dat in het seizoen 2020/21 uitkwam in Eerste klasse B. Op 27 november 2020 speelde hij zijn eerste officiële wedstrijd voor Club NXT: tegen KMSK Deinze mocht hij in de 82e minuut invallen voor Ignace Van der Brempt. Hij speelde dat seizoen uiteindelijk twaalf competitiewedstrijden in Eerste klasse B.
Na amper één seizoen bij Club Brugge ondertekende Mendy een vierjarig contract bij de Franse tweedeklasser Amiens SC. De Senegalees groeide er vrij snel uit tot een vaste waarde in het eerste elftal. Na amper een half seizoen werd hij er uitgeroepen tot Speler van het Jaar 2021.

## Clubstatistieken
| Seizoen         | Club            | Land               | Competitie      | Competitie | Competitie | Beker | Beker | Supercup | Supercup | Europees | Europees | Totaal | Totaal |
| Seizoen         | Club            | Land               | Competitie      | Wed.       | Dlp.       | Wed.  | Dlp.  | Wed.     | Dlp.     | Wed.     | Dlp.     | Wed.   | Dlp.   |
| --------------- | --------------- | ------------------ | --------------- | ---------- | ---------- | ----- | ----- | -------- | -------- | -------- | -------- | ------ | ------ |
| 2020/21         | Club NXT        | Vlag van België    | Eerste klasse B | 12         | 0          | —     | —     | —        | —        | —        | —        | 12     | 0      |
| 2021/22         | Amiens SC       | Vlag van Frankrijk | Ligue 2         | 31         | 1          | 5     | 1     | —        | —        | —        | —        | 36     | 2      |
| 2022/23         | Amiens SC       | Vlag van Frankrijk | Ligue 2         | 23         | 1          | 0     | 0     | —        | —        | —        | —        | 23     | 1      |
| Carrière totaal | Carrière totaal | Carrière totaal    | Carrière totaal | 66         | 2          | 5     | 1     | 0        | 0        | 0        | 0        | 71     | 3      |

Bijgewerkt op 20 maart 2023.

## Interlandcarrière
Mendy nam in 2019 met zijn land deel aan de Afrika Cup onder 20 in Niger. Mendy speelde mee in alle wedstrijden, inclusief de finale tegen Mali die Senegal na strafschoppen verloor. Mendy zette in deze strafschoppenserie zijn strafschop succesvol om.
Op 24 september 2022 maakte Mendy zijn interlanddebuut voor Senegal: in de oefeninterland tegen Bolivia (2-0-winst) liet bondscoach Aliou Cissé hem in de 85e minuut invallen. Drie dagen later mocht hij in de oefeninterland tegen Iran (1-1-gelijkspel) voor het eerst starten. In november 2022 werd hij geselecteerd voor het WK 2022, waar hij niet in actie kwam.
1 Dieng ·
2 F. Mendy ·
3 Koulibaly  ·
4 Cissé ·
5 I. Gueye ·
6 N. Mendy ·
7 Jackson ·
8 Kouyaté ·
9 Dia ·
10 N'Diaye ·
11 Ciss ·
12 Ballo-Touré ·
13 Ndiaye ·
14 Jakobs ·
15 Diatta ·
16 É. Mendy ·
17 P. Sarr ·
18 I. Sarr ·
19 Diédhiou ·
20 Dieng ·
21 Sabaly ·
22 Diallo ·
23 Gomis ·
24 Name ·
25 Loum ·
26 P. Gueye ·
Coach: Cissé